# Prosopocoilus forficatus
Prosopocoilus forficatus es una especie de coleóptero de la familia Lucanidae.

## Distribución geográfica
Habita en Sumatra (Indonesia).